# モアイの謎
『モアイの謎』（-なぞ、原題：Rapa Nui）は、1994年製作のアメリカ合衆国の映画。
イースター島のモアイに関する謎を対立する2つの部族の間で起きる闘争や部族を越えた恋を絡めて描いたドラマ映画。ケビン・コスナー製作。
日本公開時には『モアイの謎』という邦題で公開されたが、パイオニアよりVHSビデオおよびレーザーディスクが発売された際、原題を生かした『ラパ・ニュイ モアイの謎』と改題された。

## 概要
舞台であるイースター島の名前は「ラパ・ヌイ [rapa nui] 」が正確な発音である。英語式の発音でも「ラパ・ニュイ」にはならない。
主役のジェイソン・スコット・リーは、中国系ハワイ人で、ラパ・ヌイ人と同じポリネシア系であるハワイ先住民の血を引いている。
その他、サンドリーヌ・ホルトはイギリス出身で、広東人とフランス人の血を引き、イーサイ・モラレスはプエルトリコ人であり、両者ともにポリネシアの血は引いていない。
助演のエル・ポタカ＝デュース、ザック・ウォレス、ジョージ・ヘナレらは、ニュージーランドの先住民族であるマオリであり、ラパ・ヌイ人と同じポリネシア系である。そのほかにもマオリの俳優が多数出演している。

## あらすじ
白人によって発見される以前のラパ・ニュイ島（現・イースター島）。島民は貴族の長耳族と、労働者階級の短耳族の2つに分かれており、短耳族の人々は先祖に捧げるモアイ作りのため、日々過酷な労働を強いられていた。
そんな中、長耳族の若者ノロは階級の差に疑問を持ち、短耳族である恋人ラマナとの結婚を望み、祖父で長老のアリキ・マウに相談する。アリキ・マウは神官と協議した結果、恒例の鳥人レースでノロが勝つことと、それまでの半年間、ラマナが「白い処女の洞窟」に入らなければならないという厳しい条件を課す。
一方、過酷な労働の毎日に、ついに短耳族が怒りを爆発させた。彼らをなだめるため、アリキ・マウは短耳族の中から1人だけ鳥人レースに出場することを認め、ラマナに密かに思いを寄せていたノロの友人マケが志願する。マケはもし自分が勝ったらラマナと結婚したいと言う。ノロとマケの階級を越えた友情は憎しみに変わっていった。
レースの日が刻一刻と近づく一方、モアイ像運搬のために必要な丸太を切りだすため、島中の木という木が伐採され、また、島の人口増加で食料が乏しくなり、島は危機に瀕しつつあった。
ノロはそんな島の状況を憂慮しながらも、レースに勝利したが、ついに短耳族の反乱が起こり、ラマナと共に島を離れざるを得なくなってしまう。

## キャスト
※括弧内は日本語吹き替え
- ノロ - ジェイソン・スコット・リー（塩沢兼人）
- マケ - イーサイ・モラレス（塩屋浩三）
- ラマナ - サンドリーヌ・ホルト（篠原恵美）
- アリキ・マウ - エル・ポタカ＝デュース（辻村真人）
- ハオア - ザック・ウォレス（秋元羊介）
- テュパ - ジョージ・ヘナレ（沢木郁也）